# 鹿児島交通川内営業所
鹿児島交通川内営業所（かごしまこうつうせんだいえいぎょうしょ）は、鹿児島県薩摩川内市御陵下町3081番地にある鹿児島交通の営業所である。鹿児島方面の「せんだい号」、川内・入来 - 鹿児島空港間と(日吉)・湯之元・伊集院 - 鹿児島空港間の「鹿児島空港連絡バス」、中薩摩地域（薩摩川内市・薩摩郡さつま町・いちき串木野市・日置市）を中心に一般路線、スクール路線などを担当している。

## 担当路線

### 一般路線バス

#### 国道3号線(川内 - 串木野 - 湯之元 - 鹿児島)方面
【50】上川内 - 鹿児島駅(串木野・島平・湯之元・野田経由)
《経路（鹿児島駅系統）》…川内営業所 - 上川内 - 川内高校前 - 大小路 - 向田 - 川内山形屋 - 川内駅前 - 純心高前 - 隈之城 - 矢倉町 - 勝目 - 金山峠 - 野下口 - 串木野 - 本町 - 島平 - さのさ荘入口 - 神村学園前 - 別府 - 市来国民宿舎前 - 市来中前 - 湯之元 - 東市来 - 野田 - 下神殿 - 北小前 - 麦生田 - つつじヶ丘団地入口 - 小山田小前 - 塚田 - 河頭 - 花野口 - 伊敷脇田 - 伊敷町 - 下伊敷 - 玉江小前 - 護国神社前 - 中草牟田 - 千石馬場 - 天文館 - 金生町 - 水族館口 - 鹿児島駅
串木野市街地を除きほぼ全線にわたり国道3号線をゆく。鹿児島市内 - 薩摩川内市内間を約2時間かけて結ぶ。区間便として串木野 - 鹿児島、串木野 - 上川内、湯之元 - 鹿児島系統も存在。かつては急行便や串木野新港への乗り入れ便も運行していたが2008年11月に休止。2018年9月30日までは、上川内 - 錦江町間に【50-特】特急便も運行されており、川内駅前を経由しない経路で運行されていた。
【51】上川内・串木野 - 鹿児島駅・錦江町(串木野・島平・湯之元・伊集院経由)
《経路（鹿児島駅系統）》…川内営業所 - 上川内 - 川内高校前 - 大小路 - 向田 - 川内山形屋 - 川内駅前 - 純心高前 - 隈之城 - 矢倉町 - 勝目 - 金山峠 - 野下口 - 串木野 - 本町 - 島平 - さのさ荘入口 - 神村学園前 - 別府 - 市来国民宿舎前 - 市来中前 - 湯之元 - 東市来 - 美山 - 大田 - 伊集院 - 郡 - 麦生田 - つつじヶ丘団地入口 - 小山田小前 - 塚田 - 河頭 - 花野口 - 伊敷脇田 - 伊敷町 - 下伊敷 - 玉江小前 - 護国神社前 - 中草牟田 - 千石馬場 - 天文館 - 金生町 - 水族館口 - 鹿児島駅←ボサド桟橋←鹿児島新港第一←錦江町
国道3号線から伊集院を経由する。約半数が鹿児島駅 - 串木野系統で、錦江町発は午後1本のみ
【50】湯之元 - 鹿児島駅(妙円寺経由)
《経路》…湯之元 - 東市来 - 野田 - 妙円寺県営住宅 - くろがね通り - ゆすの里前 - 下神殿 - 北小前 - 麦生田 - つつじヶ丘団地入口 - 小山田小前 - 塚田 - 河頭 - 花野口 - 伊敷脇田 - 伊敷町 - 下伊敷 - 玉江小前 - 護国神社前 - 中草牟田 - 千石馬場 - 天文館 - 金生町 - 水族館口 - 鹿児島駅
平日朝の1本鹿児島ゆきのみ運転。　　
※川内営業所担当路線・系統のみ掲載
※途中、表記停留所以外の各停留所にも停車
※上川内…発着は川内営業所
※串木野発着の鹿児島方面の系統は串木野車庫が担当する。
※湯之元発着の鹿児島方面の系統は湯之元車庫が担当する。

#### 薩摩川内（川内・樋脇・入来）地区
【30】上川内 – 宮之城（済生会病院・東郷経由）
《経路》…川内営業所 – 上川内 – 大小路 – 川内山形屋 – 川内駅 – 川内山形屋 – 済生会病院 – 中郷 – 今村 – 東郷下 – 楠元駅 – 五社 – 司野ゆったり館 – 南瀬 – 須杭 – 二渡 – 山崎支所 – 船木 – 町頭 – 屋地本町 – 宮之城駅 – さつま庁舎 – ★薩摩中央高校 – 虎居 – 宮之城車庫
薩摩川内市から宮之城方面へのメインライン。通学時間帯には★薩摩中央高校へも乗り入れる。　　
【40】上川内 – 入来駅（永利・樋脇・市比野経由）
【41】上川内 – 入来駅（永利・福祉・樋脇・市比野経由）
《経路》…川内営業所 – 上川内 – 大小路 – 川内山形屋 – 川内駅 – 田崎橋 – 永利麓 – 〔総合福祉センター〕 – 山田山 – 杉馬場 – 樋脇駅 – 樋脇高校 – ねれ北 – 市比野 – グリーンヒル前 – 入来町 – 釣尾 – 清修館高校前 – 柴垣湯入口 – 入来会館前 – 入来駅
薩摩川内市内の温泉街、市比野温泉を経由してゆく。一応旧国鉄宮之城線の廃止代替路線のひとつであるが廃線跡からはかなり距離を置いて走っている。〔総合福祉センター〕は【41】番が経由する。　　
【48】上川内 – 樋脇駅（白浜・楠元経由）
【49】上川内 – 樋脇駅（白浜・楠元・獺越・久住経由）　　
《経路》…川内営業所 – 上川内 – 大小路 – 川内山形屋 – 川内駅 – 九電社宅前 – 天辰馬場 – 白浜 – 楠元 – 戸田 – 平佐東小前 – 〔獺越 – 久住〕 – 吉野山 – 飯母 – 樋脇駅
旧国鉄宮之城線の廃止代替路線の一部でほぼ全区間にわたって廃線跡に沿ってゆく。かつては宮之城から出ていたが系統分割ののち、2006年11月に宮之城 – 樋脇間が廃止。【49】番は久住地区〔　〕内を経由で、【48】は朝1本のみの運転。
【47】上川内 – 純心女子大学
《経路》…川内営業所 – 上川内 – 大小路 – 川内山形屋 – 川内駅 – 川内商工前 – 天大橋 – 純心女子大学
純心女子大学への通学路線であるが薩摩川内市の市内線的役割も果たす。　　
※ 上川内…発着は川内営業所
※ すべての系統が川内駅を通る
※ 宮之城発着の系統は宮之城車庫が担当する。

#### いちき串木野（串木野・湯之元・市来）・日置地区
串木野駅 - 串木野新港
《経路》…串木野駅 - 串木野 - 大原 - 本町 - 浜町 - 串木野新港
串木野駅 - 羽島車庫・土川入口（荒川・羽島白浜温泉経由）
《経路》…串木野駅 - 串木野 - 大原 - 市民会館前 - 本町 - 野元 - ちかび展示館入口 - 荒川 - 羽島白浜温泉 - 白浜 - 羽島車庫 - 下山 - 土川車庫 - 土川 - 土川入口
伊集院駅 - 妙円寺団地循環
《経路》…伊集院駅 - 伊集院高校 - 立野団地 - 妙円寺団地東口 - さくら木通り - 妙円寺2丁目 - 中央公園 - 県営住宅 - 山形屋ストア - 妙円寺一丁目 - ゆすの里前 - くろがね通り - 松下電子 - 伊集院駅
ひまわり台入口 - ゆすいん循環
《経路》…ひまわり台入口 - 八久保団地 - 伊集院駅 - 伊集院郵便局 - 伊集院高校 - 立野団地 - さくら木通り - 妙円寺2丁目 - ゆすいん - 中央公園 - 県営住宅 - 山形屋ストア - 妙円寺一丁目 - ゆすの里前 - くろがね通り - 松下電子 - 伊集院駅 - 八久保団地 - ひまわり台入口
伊集院駅 - 段
《経路》…伊集院駅 - 伊集院高校 - 立野団地 - 妙円寺団地東口 - 妙円寺小前 - ゆすの里 - くろがね通り - 県営住宅 - 中央公園 - 団地北口 - 野田上 - 下神殿 - 北小前 - 上神殿 - 段
※串木野地域の系統は串木野車庫が担当する。
※日置市内の系統は湯之元車庫が担当する。

#### さつま町（旧宮之城町・薩摩町）地区
宮之城 - 入来（山崎・古野経由）
《経路》…湯田車庫 - 宮之城温泉 - 柏原 - 医師会病院 - さつま庁舎 - 宮之城駅 - 屋地本町 - 町頭 - 船木 - 山崎町 - 古野 - 荒瀬口 - 副田十文字 - 柴垣湯入口 - 清修館高校 - 立山団地入口 - 入来駅
※さつま町内の系統は宮之城車庫・永野金山車庫が担当する。

#### スクール系統（一般利用可）
神村学園 - 土川車庫（川内駅・高江経由）
《経路》…神村学園前 - まぐろ団地入口 - 串木野 - 串木野駅 - 野下口薩摩金山蔵 - 芹ヶ野 - 木場茶屋 - 川永野 - 山之口 - 勝目 - 矢倉町 - 隈之城 - 純心高校 - 川内駅 - 川内山形屋 - 宮里 - 高江 - 長崎 - 久見崎 - 原発展示館 - 寄田 - 土川入口 - 土川 - 土川車庫
【40】神村学園 - 薩摩中（川内駅・樋脇・市比野・入来経由）[宮之城]
《経路》…神村学園前 - まぐろ団地入口 - 串木野 - 串木野駅 - 野下口薩摩金山蔵 - 芹ヶ野 - 木場茶屋 - 川永野 - 山之口 - 勝目 - 矢倉町 - 隈之城 - 純心高校 - 川内駅 - 平佐 - 永利入口 - 山田 - 山田山 - 杉馬場 - 樋脇駅 - 樋脇高校 - ねれ北 - 市比野温泉入口 - 市比野 - グリーンヒル - 入来町 - 清修館高校 - 柴垣湯入口 - 入来駅 ‐ 副田十文字 ‐ 角郷 ‐ 仕明 ‐ 大村麓 ‐ 祁答院支所 ‐ 上手 ‐ 黒木 - 中津川小 - 広橋 - 薩摩中前
【30】神村学園 - 宮之城（バイパス・川内駅・火扇・東郷・船木経由）[宮之城]
《経路》…神村学園前 - まぐろ団地入口 - 串木野 - 串木野駅 - 野下口薩摩金山蔵 - 芹ヶ野 - 木場茶屋 - 都町下 - 尾白江 - 隈之城駅 - 隈之城 - 純心高校 - 川内駅 - 川内山形屋 - 済生会病院入口 - 火扇 - 中郷 - 今村 - 東郷下 - 楠元駅 - 五社 - 司野ゆったり館 - 南瀬 - 須杭 - 二渡 - 山崎支所 - 船木 - 町頭 - 屋地本町 - 宮之城駅 - さつま庁舎 - 虎居 - 宮之城車庫
神村学園 - 野下（湯之元・妙円寺・高山経由）[串木野]
城西高校前 - 羽島（伊集院・美山・湯之元・市来・串木野駅経由）[串木野]
※[宮之城]＝運行は宮之城車庫が担当する。
※[串木野]＝運行は串木野車庫が担当する。

### 高速道・空港関連路線
川内 - 鹿児島「せんだい号」/串木野新港~鹿児島「こしきじま号」(鹿児島営業所と共同運行)
【川内営業所担当便が運行するルート】
1. 川内(鹿児島純心女子大学・大小路・川内山形屋前) ~ 鹿児島(鹿児島中央駅・天文館・鹿児島駅)
2. 川内(川内営業所・大小路・川内山形屋前) ~ 鹿児島(鹿児島中央駅・天文館・鹿児島駅)
3. 川内(川内営業所・大小路・川内山形屋前) → 鹿児島(鹿児島中央駅・天文館・鴨池港)(平日ダイヤのみ)
4. 串木野新港~本町~市民会館前~大原~高速湯之元~高速伊集院~鹿児島中央駅~天文館~金生町~鹿児島駅(平日ダイヤのみ)

川内・入来~鹿児島空港「鹿児島空港連絡バス」
【運行ルート】
鹿児島空港 - 蒲生 - 入来 - 市比野 - 川内駅 - 京セラ川内
【共同運行事業者】
- 南国交通 川内営業所

湯之元・伊集院~鹿児島空港「空港・日置線」
【運行ルート】
鹿児島空港 - 鹿児島北IC - 伊敷脇田 - 伊集院駅 - 湯之元(※ - 日吉支所前)

### コミュニティバス
- 日置市コミュニティバス - 伊集院地域と東市来地域の運行委託。(※湯之元車庫が担当。)
- 薩摩川内市コミュニティバス - 市街地循環線の東回り（愛称「くるくるバス」）と市内横断シャトルバス(2路線)と樋脇地域（愛称「樋脇ゆうゆうバス」/4路線）と東郷地域（愛称「東郷ゆったりバス」/3路線）の計10路線の運行委託。
- いちき串木野いきいきバス - (※串木野車庫が担当。)

## 廃止路線

### 一般路線バス

#### 国道3号線(川内 - 串木野 - 湯之元 - 鹿児島)方面
【50】【50-特】上川内 - 錦江町(串木野・島平・湯之元・野田経由)
《経路（錦江町系統）》…川内営業所 - 上川内 - 川内高校前 - 大小路 - 向田 - 川内山形屋 - 川内駅前 - 純心高前 - 隈之城 - 矢倉町 - 勝目 - 金山峠 - 野下口 - 串木野 - 本町 - 島平 - さのさ荘入口 - 神村学園前 - 別府 - 市来国民宿舎前 - 市来中前 - 湯之元 - 東市来 - 野田 - 下神殿 - 北小前 - 麦生田 - つつじヶ丘団地入口 - 小山田小前 - 塚田 - 河頭 - 花野口 - 伊敷脇田 - 伊敷町 - 下伊敷 - 玉江小前 - 護国神社前 - 中草牟田 - 千石馬場 - 天文館 - 金生町 - 水族館口 - ほさど桟橋 - 鹿児島新港第一 - 錦江町
2018年9月30日：【50-特】廃止。
薩摩川内（川内・樋脇・入来）地区
【70】上川内 – 羽島車庫（隈之城駅・乗越・草良・荒川経由）
《経路》…川内営業所 – 上川内 – 大小路 – 済生会病院 – 川内山形屋 – 川内駅 – 隈之城 – 中福良 – 乗越東 – 勝利山 – 草良 – 荒川 – 羽島白浜温泉 – 羽島郵便局 – 羽島車庫
薩摩川内市南部の山間を抜けていちき串木野市北部の羽島集落をゆく。かつては乗越（現在の乗越東）で折り返す便もあった。隈之城駅 – 荒川間は自由乗降区間。一部便は串木野車庫が担当していた。
2021年3月31日：廃止。

#### いちき串木野（串木野・湯之元・市来）・日置地区
湯之元 - 日置運動公園（東市来・江口浜荘経由）
《経路》…湯之元 - 東市来 - 伊作田 - 江口浜荘 - 赤崎 - 江口 - 江口蓬莱館 - 神ノ川 - 潟山 - 日置市立病院 - 日置 - 日置運動公園入口
2022年9月30日：廃止。
串木野駅 - 野下（生福・木場経由）
《経路》…串木野駅 - 串木野 - 本町 - 市民会館前 - 大原 -　麓 - 医師会病院前 - 生福 - 冠岳 - 野下
2019年9月30日：廃止。
湯之元 - 日置運動公園（田の湯・江口浜荘経由）
《経路》…湯之元 - 田之湯 - 江口浜荘 - 赤崎 - 江口 - 江口蓬莱館 - 神ノ川 - 潟山 - 日置市立病院 - 日置 - 日置運動公園入口
2018年9月30日：廃止。

## 車両
- 路線系については各車庫ともに他の営業所同様、大半が三菱ふそう・エアロスターが大半を占めているが、首都圏からの移籍車両のいすゞ製や日産ディーゼル製（いずれも富士重工の車体）も多数配置されている。
- ローカル線やコミュニティー路線用としては、元西武バスの日産ディーゼルの短尺車を大量投入している。
- 南九州高速道西回り線を経由する高速『せんだい』用に元霧島車庫配置の日野・ブルーリボン（トップドア）を配置している。この車両は『せんだい』号以外にも川内 - 空港線やローカル仕業にもつくことがある。
- いわさきバスでは珍しいワンステップのいすゞ・エルガミオが川内車庫と串木野に各1台ずつ配置。川内配置の1台はくるくるバス専用、串木野の車両は主に妙円寺団地をメインに旧串木野営業所管内のローカル運用に徹している。
- 川内 - 空港線用には日野・セレガが主力で、予備運用では上記の『せんだい』号用のブルーリボンも使用されている。
- 湯之元(一部日吉支所前発着) - 空港線では川内空港線同様に日野・セレガが主流で、かつての主力だったエアロスター（トップドア）も使用される。なお、以前の主力だったエアロスターは4台が霧島車庫に転属になった。

## 車庫
- 串木野、羽島、湯之元、妙円寺、市比野、入来、祁答院、宮之城に駐在車庫が設けられている。
（※なお、串木野車庫の位置は旧串木野営業所の場所ではなく、西回り自動車道串木野インターにある。）
- かつては高江土川線が通る久見崎と寄田、現在はスクールバスのみ乗り入れる永野金山に駐在車庫が設けられていた。